# Agnar Nielsen
Aksel Agnar Aagaard Nielsen (født 6. november 1928 i Vestmanna, død 3. maj 2020) var en færøsk skibsbygger, skibsreder, dykker og politiker (SB). Han blev uddannet skibsbygger fra 1949 og var direktør ved rederiet i Vestmanna 1972–1981. Nielsen var indvalgt i Lagtinget fra Norðurstreymoy 1970–1990 og var lagtingsformænd 1978–1979 og 1989–1990.